# Dysselsdorp
Dysselsdorp este un oraș din provincia Wes-Kaap, Africa de Sud.